# Hernán del Solar
Hernán del Solar (Santiago de Xile, 19 de setembre de 1901 – Santiago de Xile, 22 de gener de 1985) fou un crític, assagista, poeta, novel·lista i creador de contes infantils xilè. Fou guardonat amb el Premi Nacional de Literatura de Xile el 1968.